# 강릉우체국
강릉우체국(江陵郵遞局)은 강릉시의 우편 및 예금, 보험 서비스를 제공하는 강원지방우정청 소속 우체국이다. 강원특별자치도 강릉시 강릉대로 326에 있다.

## 연혁
- 1898년 1월 5일: 강릉우체국사로 개국
- 1949년 8월 13일: 강릉우체국으로 개칭
- 1950년 1월 12일: 과제국(2과)으로 승격
- 2001년 7월 2일: 강릉교항우편취급소 개국[1]
- 2002년 8월 1일: 강릉입암동우편취급소 개국[2]
- 2012년 2월 16일: 강릉교리우편취급국 위탁계약 해지[3]
- 2012년 7월 1일: 강릉교리우편취급국 재개국[4]
- 2014년 7월 4일: 강릉원주대학교우체국, 관동대학교우체국 폐국[5]
- 2014년 7월 7일: 강릉원주대학교우편취급국, 관동대학교우편취급국 설치[5]
- 2014년 9월 30일: 강릉옥천우편취급국, 강릉동부우편취급국, 강릉입암우편취급국, 강릉교항우편취급국 위탁계약 해지[6]
- 2014년 11월 3일: 관동대학교우편취급국을 가톨릭관동대학교우편취급국으로 명칭 변경[7]
- 2015년 7월 24일: 강릉포남동우체국 폐국[8]
- 2015년 7월 27일: 경강로 2057에서 강릉대로 326으로 개축 이전, 기존 강릉우체국 자리에 강릉중앙동우체국 신설[8]
- 2015년 12월 21일: 강릉중앙동우체국을 경강로 2057에서 경강로 2046 위치로 이전[9]
- 2017년 1월 1일: 강원구산우체국을 강릉구산우체국으로, 강원사천우체국을 강릉사천우체국으로 명칭 변경[10]

## 관할우체국
| 우체국명                   | 사진 | 주소                                          | 비고                                                                   |
| -------------------------- | ---- | --------------------------------------------- | ---------------------------------------------------------------------- |
| 가톨릭관동대학교우편취급국 |      | 강원특별자치도 강릉시 범일로579번길 24        | 2014년 7월 7일 신설 2014년 11월 3일 관동대학교우편취급국에서 명칭 변경 |
| 강릉교1동우편취급국        |      | 강원특별자치도 강릉시 율곡로 2947             |                                                                        |
| 강릉교동우체국             |      | 강원특별자치도 강릉시 하슬라로 114            |                                                                        |
| 강릉교리우편취급국         |      | 강원특별자치도 강릉시 화부산로 10             |                                                                        |
| 강릉교항우편취급국         |      | 강원특별자치도 강릉시 주문진읍 매맥이아랫길 4 | 2001년 7월 2일 신설                                                    |
| 강릉구산우체국             |      | 강원특별자치도 강릉시 성산면 구산길 27        | 2017년 1월 1일 강원구산우체국에서 명칭 변경                            |
| 강릉노암동우체국           |      | 강원특별자치도 강릉시 율곡로 2750(노암동)     |                                                                        |
| 강릉동부우편취급국         |      | 강원특별자치도 강릉시 경강로2323번길 13       |                                                                        |
| 강릉사천우체국             |      | 강원특별자치도 강릉시 사천면 미노길 65        | 2017년 1월 1일 강원사천우체국에서 명칭 변경                            |
| 강릉옥천동우편취급국       |      | 강원특별자치도 강릉시 동부시장3길 4           |                                                                        |
| 강릉원주대학교우체국       |      | 강원도 강릉시 죽헌길 7                        | 2014년 7월 4일 폐국                                                    |
| 강릉원주대학교우편취급국   |      | 강원특별자치도 강릉시 죽헌길 7                | 2014년 7월 7일 신설                                                    |
| 강릉입암우편취급국         |      | 강원특별자치도 강릉시 성덕포남로104번길 8     | 2002년 7월 1일 신설                                                    |
| 강릉중앙동우체국           |      | 강원특별자치도 강릉시 경강로 2046             | 2015년 7월 27일 신설 2015년 12월 21일 현위치로 이전                    |
| 강릉포남동우체국           |      | 강원도 강릉시 강릉대로 361                    | 2015년 7월 24일 폐국                                                   |
| 경포대우체국               |      | 강원특별자치도 강릉시 해안로 505              |                                                                        |
| 관동대학교우체국           |      | 강원도 강릉시 범일로579번길 24                | 2014년 7월 4일 폐국                                                    |
| 구정우체국                 |      | 강원특별자치도 강릉시 구정면 구정중앙로 227   |                                                                        |
| 연곡우체국                 |      | 강원특별자치도 강릉시 연곡면 진고개로 2726-8  |                                                                        |
| 옥계우체국                 |      | 강원특별자치도 강릉시 옥계면 현내시장길 100   |                                                                        |
| 왕산우체국                 |      | 강원특별자치도 강릉시 왕산면 백두대간로 1993  |                                                                        |
| 정동우체국                 |      | 강원특별자치도 강릉시 강동면 헌화로 1085-1    |                                                                        |
| 주문진우체국               |      | 강원특별자치도 강릉시 주문진읍 주문로 141     |                                                                        |

## 조직
- 영업과
  - 우편영업팀
  - 금융영업팀
  - 고객지원실
- 소포영업과
  - 경영지도실
- 지원과
  - 서무팀
  - 회계팀
- 우편물류과
  - 우편소통팀
  - 집배실
  - 운용실